# Anna Matysiak (ekonomistka)
Anna Matysiak (ur. 1979) – polska profesor nauk społecznych w dyscyplinie ekonomia i finanse. Specjalizuje się w zagadnieniach z zakresu demografii i rynku pracy. Pracuje na Wydziale Nauk Ekonomicznych Uniwersytetu Warszawskiego, w przeszłości w Wiedeńskim Instytucie Demograficznym Austriackiej Akademii Nauk (2013-2019) oraz w Szkole Głównej Handlowej w Warszawie (2003–2013), w latach 2005-2007 przebywała na stypendium naukowym w Max-Planck-Institut für demografische Forschung w Niemczech. Laureatka Nagrody Narodowego Centrum Nauki w 2013 r., Nagrody Dirka J. van de Kaa nadanej przez European Association for Population Studies w 2018 r. oraz Consolidator Grant Europejskiej Rady ds. Badań Naukowych w 2019 r.

## Życiorys
Absolwentka studiów ekonomicznych (2003) oraz metod ilościowych i systemów informacyjnych (2003) w Szkole Głównej Handlowej w Warszawie a także European Doctoral School of Demography w Max-Planck-Institut für demografische Forschung (2006). Na SGH uzyskała w 2009 stopień naukowy doktora na podstawie dysertacji O współzależnościach pomiędzy płodnością i aktywnością zawodową kobiet (promotor – Irena E. Kotowska) oraz w 2017 habilitację Nowe wzorce formowania, rozwoju i rozpadu rodzin: ich uwarunkowania oraz wpływ na zadowolenie z życia. W 2024 r. uzyskała tytuł profesora nauk społecznych w dyscyplinie Ekonomia i finanse. Zajmuje się badaniami nad demografią rodziny i rynkiem pracy. W szczególności interesuje ją jak zmiany na rynku pracy wpływają na decyzje o zakładaniu rodziny, a także jak sytuacja rodzinna wpływa na kariery zawodowe kobiet i mężczyzn. 
Pracowała w Instytucie Badań nad Gospodarką Rynkową (2003–2005). W latach 2003 do 2013 związana zawodowo z Instytutem Statystyki i Demografii SGH. Od 2013 do 2019 pracowała w Wiedeńskim Instytucie Demograficznym Austriackiej Akademii Nauk. Od 2019 wykładowczyni Wydziału Nauk Ekonomicznych Uniwersytetu Warszawskiego, gdzie kieruje Interdyscyplinarnym Centrum Badań nad Rynkiem Pracy i Rodziną (LabFam). 
Autorka publikacji z zakresu przemian w procesie formowania rodzin w Polsce i w Europie, w tym wpływu zmian w warunkach funkcjonowania na rynku pracy na decyzje o posiadanie dzieci, a także funkcjonowania kobiet i mężczyzn na rynku pracy. 
Laureatka, m.in. nagrody naukowej Polityki (2009), Narodowego Centrum Nauki (2013), European Association for Population Studies (2018), ERC Consolidator Grant 2019. 